# Sinfonía n.º 11 (Glass)
La Sinfonía n.º 11 es la undécima sinfonía del compositor estadounidense Philip Glass. La obra fue encargada por la Orquesta Bruckner de Linz, el Festival Internacional de Música de Estambul y la Orquesta Sinfónica de Queensland. Su estreno tuvo lugar el 31 de enero de 2017, coincidiendo con el 80.º cumpleaños del compositor con Dennis Russell Davies dirigiendo la Orquesta Bruckner de Linz en el Carnegie Hall de Nueva York. Esta sinfonía contemporánea tiene una duración aproximada de 30 minutos.